# Chantelle Michell
Chantelle Lee Michell-Newbery, detta Tilly (Melbourne, 6 maggio 1977), è una tuffatrice australiana.
Ha sposato il compagno di nazionale Robert Newbery.

## Palmarès
- Olimpiadi

Atene 2004: oro nella piattaforma 10 m e bronzo nel sincro 3 m.
- Mondiali

Perth 1998: bronzo nel trampolino 3 m.
Montreal 2005: argento nel sincro 10 m.
- Giochi del Commonwealth

Kuala Lumpur 1998: oro nel trampolino 1 m e argento nel trampolino 3 m.
Melbourne 2006: oro nel sincro 10 m, argento nel trampolino 3 m e nella piattaforma 10 m.